# Riccardo Del Fra

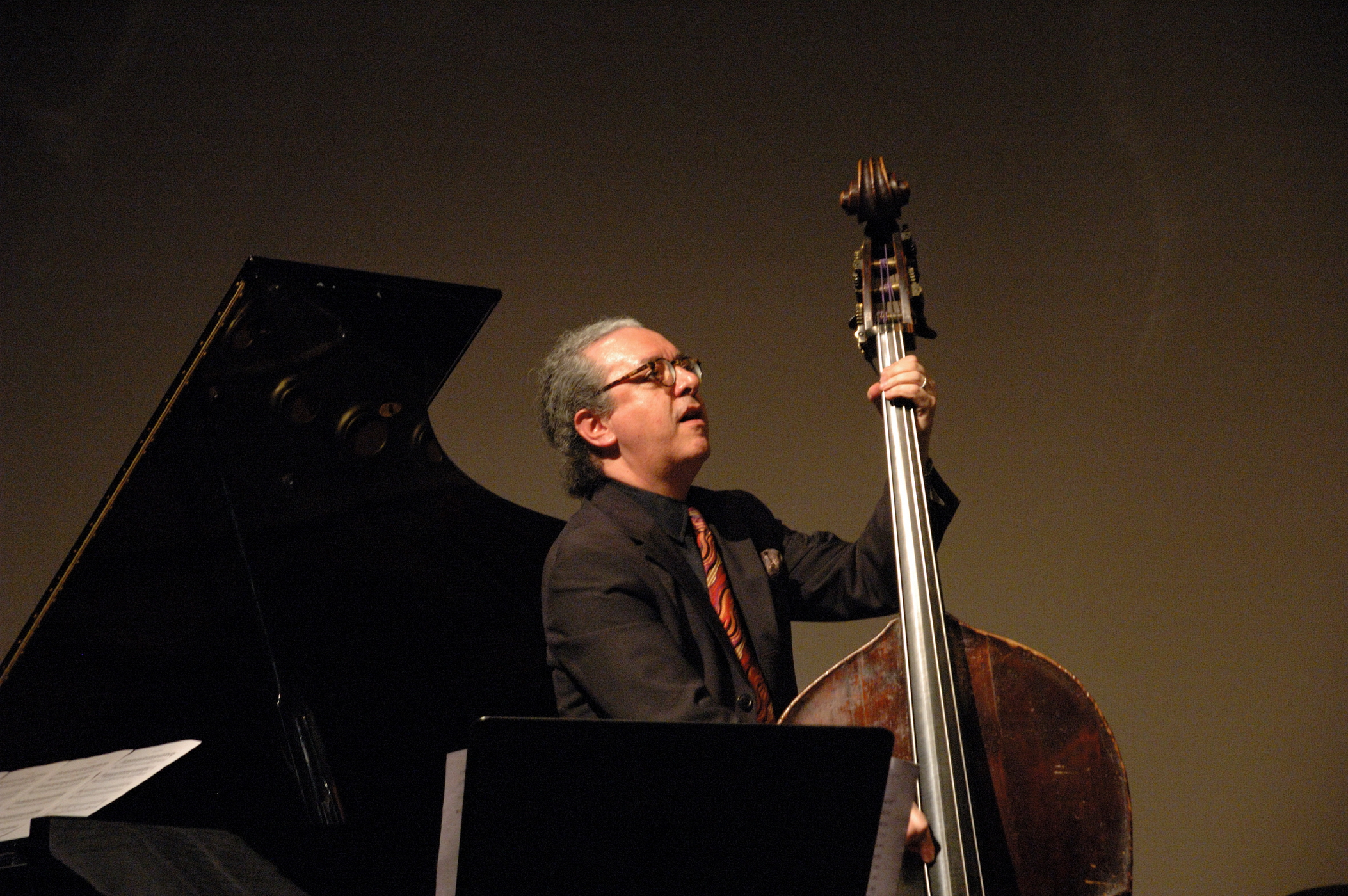
Riccardo Del Fra in Parijs.

Riccardo Del Fra (Rome, 20 februari 1956) is een Italiaanse jazz-basgitarist (elektrische basgitaar en contrabas), -componist en -arrangeur.
Del Fra begon op de gitaar, speelde daarna elektrische bas en stapte daarna over op de contrabas. Hij studeerde sociologie en antropologie in Rome en bezocht het conservatorium van Frosinone. Hij nam onder meer op met het orkest van de R.A.I. en speelde mee op filmsoundtracks (zoals de film "La città delle donne" van Fellini). Hij speelde in Italiaanse jazzbands en begeleidde bezoekende musici zoals Dizzy Gillespie, Lee Konitz, Sonny Stitt, Kai Winding, Bob Brookmeyer, Johnny Griffin, Toots Thielemans, Art Farmer, Tommy Flanagan en, vanaf 1979, Chet Baker. 
In de jaren tachtig trok hij naar Parijs, waar hij een groep had met Alain Jean-Marie en Al Levitt. In 1989 kreeg hij de 'Grand Prix FNAC' voor zijn album 'A Sip of Your Touch', een tribuutalbum voor Chet Baker. In de jaren negentig speelde hij in het kwartet van Brookmeyer en werkte hij, vanaf 1996, samen met de Bretonse zangeres Annie Erbel. Hij bracht ook verschillende albums uit en speelde mee op platen van onder meer Denise Jannah (Take It from the Top, 1991), Joe Diorio (1992), Kitty Margolis (1993), Jeff Gardner (1996), Franck Amsallem (1999), Michel Graillier (2000), Enrico Pieranunzi (2001), André Ceccarelli (2005) en Marc Copland (2008). Hij componeerde voor de film (vooral voor Lucas Belvaux) en in opdracht voor bijvoorbeeld het 'Paris Jazz Festival'. Hij gaf vanaf 1998 basles aan het Conservatoire national supérieur de musique, sinds 2004 is hij er hoofd van de afdeling jazz en geïmproviseerde muziek.
In 2003 werd Del Fra Chevalier de l'Ordre des Arts et des Lettres en in 2006 ontving hij de Franse Django d'Or in de categorie 'gevestigde musicus'.

## Discografie (selectie)
- A Sip of Your Touch, Nocturne Records, 1989
- Jazoo Project: Roses and Roots, Nocturne Records, 2005